# Vilanova i la Geltrú
Vilanova i la Geltrú (em catalão e oficialmente) (em catalão e oficialmente) ou Villanueva y Geltrú (em castelhano) é um município da Espanha na comarca de Garraf, província de Barcelona, comunidade autónoma da Catalunha. Tem 34 km² de área e em 2021 tinha 67 458 habitantes (densidade: 1 984,1 hab./km²).

## Demografia
| Variação demográfica do município entre 1991 e 2018 | Variação demográfica do município entre 1991 e 2018 | Variação demográfica do município entre 1991 e 2018 | Variação demográfica do município entre 1991 e 2018 |
| --------------------------------------------------- | --------------------------------------------------- | --------------------------------------------------- | --------------------------------------------------- |
| 1991                                                | 2001                                                | 2011                                                | 2018                                                |
| 45864                                               | 54230                                               | 66905                                               | 66274                                               |

## Património
- Masia d'en Cabanyes - Centro de Interpretação do Período Romântico.[4]
- Biblioteca Museu Víctor Balaguer - fundada em 1884 contém importantes e diversas obras.[5]
- Museu del Ferrocarril de Catalunya - conta com a coleção mais importante de locomotivas a vapor da Europa.[6]
- Museu Romântico Can Papiol - edifício neoclássico que evoca a vida de uma família burguesa no século XIX.[7]
- Espai Far - alberga o Museu do Mar e o Museu de Curiosidades Marítimas Roig Toqués.[8]
- Ruínas de Adarró - conjunto arqueológico dum assentamento ibérico e mais tarde romano.[9]
- Castelo de Geltrú - conjunto arquitetónico recuperado no início do século XX que remonta ao ano 1080.[10]
- Torre Blava (Espai Guinovart) - Antiga torre de defesa do final do século XIX, atualmente com uma instalação artística dedicada ao mar.

## Economia
Um dos pólos onde se une a busca, o desenvolvimento e a inovação (R+D+e) é o Edifício Neàpolis. Este edifício, projectado pelo arquitecto catalão Oriol Bohigas i Guardiola, faz parte do European Network of Living Labs (ENoLL) e define-se como “uma agência de inovação da tecnologia, do desenho e o espírito empresarial”. Durante o ano 2012 celebra o seu primeiro aniversário da criação do Centro de Coworking.[carece de fontes?]
Vilanova e a Geltrú tem o terceiro porto em importância de Catalunha, um dos principais portos pesqueiros com a Confraria de Pescadores de Vilanova e a Geltrú provenientes da antiga Germandat e Confraria de Sant Elm (fundada no ano 1579), e constitui-se em 1921 o novo Pòsit de Pescadors. Vilanova e a Geltrú também dispõe de uma estação náutica onde se celebram competições de caráter nacional e internacional.

## Ensino universitário
A Escola Superior Politécnica de Engenharia de Vilanova i la Geltrú é um centro de ensino universitário dependente da Universidade Politécnica da Catalunha desde 2003.
A sua origem remonta a 1881, com a criação da sua predecessora direta, a Escola de Artes e Ofícios, que evolui até se fundar em 1901 a Escola Superior e Elementar de Indústrias, com a implantação de estudos superiores técnicos. A criação duma escola técnica, de facto, é fruto da necessidade estreitamente relacionada ao crescimento da indústria e o desenvolvimento económico e urbanístico próprio das sociedades do século XIX, que em Vilanova i la Geltrú vem acompanhada da chegada do comboio, também no ano 1881, ligando a cidade ao resto do país.
A cidade também acolhe o Campus Universitário do Mediterrâneo, especializado em temas marinhos, com ênfase na criação de plataformas de debate, intercâmbio e investigação no âmbito social e cultural tendo como referência o contexto mediterrânico.

## Os festejos de Carnaval
O Carnaval de Vilanova i la Geltrú é uma celebração de forte raiz tradicional, com influências oitocentistas e que contém uma diversidade extraordinária de tipologias carnavalescas: gastronomia, danças, disfarces, comparses, "guerras", etc. contando sempre com uma participação popular em massa.
Diferindo dos outros carnavais, o de Vilanova caracteriza-se por uma profunda crítica social, onde todos os cidadãos saem fazendo sátira dos acontecimentos sociais e políticos que tiveram lugar durante o ano, amparados pelo dito popular "No Carnaval, tudo vale!". O Carnaval de Vilanova é o único que é organizado pela sociedade civil, através da Federação de Associações do Carnaval (FAC), com uma junta escolhida por mais de cinquenta entidades da cidade que a formam.[carece de fontes?]
A sua história tem mais de 250 anos de antiguidade, que se celebrou de forma ininterrupta, inclusive em época de ditadura. O seu ato mais conhecido são "As Comparses", onde mais de 10 000 casais saem à rua com as bandeiras das suas entidades acompanhados por fanfarras. Foi declarada Festa Tradicional de Interesse Nacional em 1985, e requalificada como Festa Patrimonial de Interesse Nacional em 2010, já que é uma celebração de raiz tradicional e de participação popular multitudinária.[carece de fontes?]